# Vela špilja u Krugu
Vela špilja u Krugu este o arie protejată (sit de importanță comunitară — SCI) din Croația întinsă pe o suprafață de 0,78 ha, integral pe uscat.

## Localizare
Centrul sitului Vela špilja u Krugu este situat la coordonatele 45°26′50″N 14°25′27″E / 45.44718°N 14.424111°E.

## Înființare
Situl Vela špilja u Krugu a fost declarat sit de importanță comunitară în iulie 2013 pentru a proteja 1 specie de animale.

## Biodiversitate
Situată în ecoregiunea mediteraneană, aria protejată conține 1 habitat natural: Peșteri inaccesibile publicului.
La baza desemnării sitului se află o specie protejată de  nevertebrate: Leptodirus hochenwartii.